# Luis Alfonso Márquez Molina
Luis Alfonso Márquez Molina CIM (* 17. Dezember 1936 in Tovar) ist ein venezolanischer Geistlicher und emeritierter Weihbischof in Mérida.

## Leben
Luis Alfonso Márquez Molina trat der Ordensgemeinschaft der Kongregation von Jesus und Maria bei und empfing am 29. Juni 1962 die Priesterweihe.
Papst Johannes Paul II. ernannte ihn am 18. Oktober 2001 zum Weihbischof in Mérida und Titularbischof von Turris Rotunda. Der Erzbischof von Mérida, Baltazar Enrique Porras Cardozo, spendete ihm am 12. Januar des nächsten Jahres die Bischofsweihe; Mitkonsekratoren waren Antonio José López Castillo, Erzbischof von Calabozo, und Manuel Felipe Díaz Sánchez, Bischof von Carúpano.
Am 15. Juli 2013 nahm Papst Franziskus seinen altersbedingten Rücktritt an.